# Micropoltys placenta
Micropoltys placenta är en spindelart som beskrevs av Kulczynski 1911. Micropoltys placenta ingår i släktet Micropoltys och familjen hjulspindlar. Inga underarter finns listade i Catalogue of Life.